# Aéroport de Bambili-Dingila
L'aéroport de Bambili-Dingila (ICAO : FZKB) est une piste d'atterrissage de République démocratique du Congo desservant les villes de Bambili et Dingila, dans le territoire de Bambesa, province du Bas-Uele (depuis le démembrement de la province orientale en 2015). 
La piste est située à 3 kilomètres à l'est de Dingila, le long de la route de Bambili.

## Situation en RDC
| Bandundu Basango Mboliasa Bunia Gbadolite Gemena Goma Ilebo Kalemie Kananga Kikwit Kindu Kinshasa-Ndjili Kinshasa-N'Dolo Kisangani Kolwezi Lodja Lubumbashi Matari Matadi Mbandaka Mbuji Mayi Nioki Tshikapa Tshumbe |